# Масерија Парланте (Авелино)
Масерија Парланте је насеље у Италији у округу Авелино, региону Кампанија.
Према процени из 2011. у насељу је живело 10 становника. Насеље се налази на надморској висини од 293 м.